# Буржуазна революція
Буржуа́зна револю́ція — поняття з марксистського вчення, де вона є різновидом соціальної революції, основний зміст якої полягає в насильницькому відстороненні від влади класу феодалів та у переході держави до капіталістичного ладу.
Така революція являє собою стрибкоподібний перехід від традиційного суспільства, заснованого на феодальній ієрархії, до приватно-власницького суспільства, яке ґрунтується на рівності всіх громадян перед законом, визнанні принципу суверенітету народу і демократ. свобод. У ході буржуазної революції завершується перетворення станів феодального суспільства, пов'язаних з кругообігом капіталу, в буржуазію як окремий суспільний клас.
Марксисти вважають, що головними рушійними силами буржуазної революції є буржуазія й селянство, останнє — найбільш зацікавлене у перерозподілі земельної власності на свою користь.
Буржуазна революція утверджує принцип недоторканності приватної власності, який забезпечує економічну незалежність людини від держави. Хоча буржуазна революція не завершується радикальною ломкою попередніх соціальних структур, вона створює умови для формування елементів громадянського суспільства.
Віднопід но до марксистського вчення, якщо буржуазія є повністю залежною від державної влади, то вона не набуває достатнього революційного потенціалу. Саме тому в Російській імперії під час революції 1905—1907 і Лютневої революції 1917 буржуазія відігравала другорядну роль. Головною рушійною силою революційного процесу став міський і сільський пролетаріат, який перебував під впливом соціалістів і соціал-демократів партій, гол. чин. есерів і есдеків. У цих революціях стихійно виникли ради робітничих, солдатських і селянських депутатів, які ставили вимогу експропріації великих власників (поміщиків і буржуазії).